# Ванатори (Ботошани)
Ванатори (рум. Vânători) насеље је у Румунији у округу Ботошани у општини Горбанешти. Oпштина се налази на надморској висини од 122 m.

## Становништво
Према подацима из 2002. године у насељу је живело 670 становника, од којих су сви румунске националности.